# Lista de prefeitos de Caém
Esta é a lista de prefeitos do município de Caém, estado brasileiro da Bahia.
| Nº | Prefeito                     | Imagem                                           | Partido                                          | Vice-prefeito         | Início do mandato                       | Fim do mandato                          | Observações                             |
| 1  | Arnaldo de Oliveira          |                                                  | Partido Republicano PR                           |                       | 7 de abril de 1963                      | 30 de janeiro de 1966                   | Prefeito eleito em sufrágio universal   |
| 2  | José Augusto Fernandes       |                                                  | Partido Social Democrático PSD                   |                       | 31 de janeiro de 1966                   | 30 de janeiro de 1970                   | Prefeito eleito em sufrágio universal   |
| 3  | Arnaldo de Oliveira          |                                                  | Partido Republicano PR                           |                       | 31 de janeiro de 1970                   | 30 de janeiro de 1973                   | Prefeito eleito em sufrágio universal   |
| 4  | José Augusto Fernandes       |                                                  | Partido Social Democrático PSD                   |                       | 31 de janeiro de 1973                   | 31 de janeiro de 1977                   | Prefeito eleito em sufrágio universal   |
| 5  | Fernando Bittencourt         |                                                  | União Democrática Nacional UDN                   |                       | 1° de fevereiro de 1977                 | 31 de janeiro de 1982                   | Prefeito eleito em sufrágio universal   |
| 6  | Alberto Fernandes            |                                                  | Partido Democrático Social PDS                   |                       | 1° de fevereiro de 1982                 | 31 de dezembro de 1988                  | Prefeito eleito em sufrágio universal   |
| 7  | José Freitas Andrade         |                                                  | Partido da Frente Liberal PFL                    |                       | 1° de janeiro de 1989                   | 31 de dezembro de 1992                  | Prefeito eleito em sufrágio universal   |
| 8  | Francisco Freitas de Andrade |                                                  | Partido da Frente Liberal PFL                    |                       | 1° de janeiro de 1993                   | 31 de dezembro de 1996                  | Prefeito eleito em sufrágio universal   |
| 9  | José Freitas Andrade         |                                                  | Partido da Frente Liberal PFL                    |                       | 1° de janeiro de 1997                   | 31 de dezembro de 2000                  | Prefeito eleito em sufrágio universal   |
| 10 | Nilton Batista Matos         |                                                  | Partido Liberal PL                               |                       | 1° de janeiro de 2001                   | 31 de dezembro de 2004                  |                                         |
| 11 | Gilberto Ferreira Matos      |                                                  | Partido da República PR                          | ignorado              | 1° de janeiro de 2005                   | 31 de dezembro de 2008                  | Prefeito reeleito em sufrágio universal |
| 11 | Gilberto Ferreira Matos      | Partido do Movimento Democrático Brasileiro PMDB | ignorado                                         | 1° de janeiro de 2009 | 31 de dezembro de 2012                  | Prefeito reeleito em sufrágio universal |                                         |
| 12 | Arnaldo de Oliveira Filho    |                                                  | Partido Socialista Brasileiro PSB                | ignorado              | 1° de janeiro de 2013                   | 31 de dezembro de 2016                  | Prefeito eleito em sufrágio universal   |
| 13 | Gilberto Ferreira Matos      |                                                  | Partido do Movimento Democrático Brasileiro PMDB | ignorado              | 1° de janeiro de 2017                   | 31 de dezembro de 2020                  | Prefeito eleito em sufrágio universal   |
| 14 | Arnaldo de Oliveira Filho    |                                                  | Partido Socialista Brasileiro PSB                |                       | 1° de janeiro de 2021                   | 31 de dezembro de 2024                  | Prefeito eleito em sufrágio universal   |
| 14 | Arnaldo de Oliveira Filho    | 1° de janeiro de 2025                            | Partido Socialista Brasileiro PSB                | Atualidade            | Prefeito reeleito em sufrágio universal |                                         |                                         |